# Litvínovice
Litvínovice (en allemand : Leitnowitz) est une commune du district de České Budějovice, dans la région de Bohême-du-Sud, en République tchèque. Sa population s'élevait à 2 748 habitants en 2023.

## Géographie
Litvínovice se trouve à 3 km au sud-ouest du centre de České Budějovice, dans son agglomération, et à 124 km au sud de Prague.
La commune est limitée par Branišov au nord, par České Budějovice au nord-est et à l'est, par Planá et Homole au sud, et par Dubné à l'ouest.

## Histoire
La première mention écrite du village date de 1259.

## Transports
Par la route, Litvínovice se trouve à 3 km du centre de České Budějovice et à 154 km de Prague.

## Source
- (cs) Cet article est partiellement ou en totalité issu de l’article de Wikipédia en tchèque intitulé « Litvínovice » (voir la liste des auteurs).